# Братські демократи
Братські демократи (англ. Fraternal Democrats) — міжнародне демократичне революційне товариство, засноване в Лондоні діячами лівого крила чартизму Джорджем Гарні і Ернестом Джонсом та революційними емігрантами з інших європейських країн. За час свого існування (1845—1853) товариство «Братських демократів» в своїх відозвах («До демократів усіх націй» та ін.) і практичній діяльності добивалось об'єднання всіх демократичних сил з метою відвернення воєн, припинення національної ворожнечі, зміцнення міжнародної пролетарської солідарності. «Братські демократи» пропагували ідеї розпливчастого демократизму і утопічного соціалізму.